# Большой Авняр
Большо́й Авня́р (баш. Оло Аунар) — река в России, протекает по территории Белорецкого и Катав-Ивановского районов Башкортостана и Челябинской области соответственно.

## География и гидрология
Истоки реки расположены между хребтом Бакты и горой Жеребчик (1183,8 м). Большой Авняр является правобережным притоком Белой, впадая в неё в 1395 км от устья последней. Длина реки составляет 31 км.
На реке находится село Николаевка и деревня у устья Махмутово.
В реку впадают притоки — Малый Авняр, Тыгын, Аволякский, Красный Ключ.

## Данные водного реестра
По данным государственного водного реестра России относится к Камскому бассейновому округу, водохозяйственный участок реки — Белая от истока до водомерного поста Арский Камень, речной подбассейн реки — Белая. Речной бассейн реки — Кама.
Код объекта в государственном водном реестре — 10010200112111100016762.